# Раб, Тибор
Тибор Раб (венг. Rab Tiborn; род. 2 октября 1955, Гёдёллё, Пешт) — венгерский футболист, играл на позиции защитника, участник чемпионатов мира (1978, 1982).

## Биография

### Клубная карьера
Раб был воспитанником клуба «Ференцварош», за который дебютировал в чемпионате Венгрии в 1974 году. В составе «зелёных орлов» он отыграл 12 сезонов, выиграв в составе этой команды два чемпионских титула и два Кубка Венгрии. Всего за эту команду Раб сыграл 469 матчей в различных турнирах, среди которых были 274 матча в чемпионате Венгрии.
В последующие сезоны Раб играл за «Монори» и австрийский «Гаттендорф», где играл четыре сезона. Завершил карьеру в «Балатонлелле» в возрасте 37 лет.

### Карьера в сборной
В составе сборной Венгрии был участником чемпионата мира 1978 года, но он был запасным игроком, на поле так и не вышел.
В 1982 году вошёл в заявку сборной на чемпионат мира, где сыграл один матч против сборной Аргентины, который завершился победой аргентинцев со счётом 4:1. Всего за сборную Венгрии сыграл 20 матчей, в которых не забил не одного гола.

## Достижения
«Ференцварош»
- Чемпион Венгрии (2) : 1975/76, 1980/81
- Обладатель Кубка Венгрии (3) : 1973/74, 1975/76, 1977/78